# Parnell (Missouri)
Pour les articles homonymes, voir Parnell.
Parnell est une ville du comté de Nodaway, dans le Missouri, aux États-Unis,. Fondée en 1887, elle est située à l'est du comté et incorporée en 1888.

## Démographie
Lors du recensement de 2010, la ville comptait une population de 191 habitants. Elle est estimée, en 2016, à 181 habitants.

### Source de la traduction
- (en) Cet article est partiellement ou en totalité issu de l’article de Wikipédia en anglais intitulé « Parnell, Missouri » (voir la liste des auteurs).